# Jonas Daniël Meijerplein
Het Jonas Daniël Meijerplein, vaak afgekort tot J.D. Meijerplein, is een plein in Amsterdam. Aan de noordkant wordt het plein begrensd door het Mr. Visserplein en aan de zuidkant door de Nieuwe Herengracht, bij het Hortusplantsoen. De M.S. Vaz Diasbrug (brug 238) verbindt het plein met de Weesperstraat. Het plein ligt aan stadsroute S112. De zuidpunt van het plein is ingericht als speelplaats.
Aan het plein, midden in de voormalige Joodse buurt, staat de Portugees-Israëlietische Synagoge (Snoge) uit 1675, ooit de grootste synagoge ter wereld. Ook staan hier vier voormalige synagoges van de Hoogduitse gemeente die sinds 1987 in gebruik zijn als het Joods Museum.
De eerste grote Duitse razzia's onder de Joodse bevolking van Amsterdam vonden plaats op het Jonas Daniël Meijerplein. Op 22 en 23 februari 1941 werden op het plein 425 Joodse mannen samengedreven en weggevoerd naar de concentratiekampen Mauthausen en Buchenwald. Deze razzia's waren de aanzet tot de Februaristaking. In 1952 onthulde koningin Juliana het beeld De Dokwerker ter nagedachtenis aan de Februaristaking. Elk jaar, op 25 februari, vindt een herdenking van de Februaristaking plaats bij dit beeld.
Het plein heette oorspronkelijk de 'Deventer Houtmarkt'. In de 19e eeuw werd de naam veranderd in Jonas Daniël Meijerplein, naar Jonas Daniël Meijer (1780-1834), de eerste Joodse advocaat in Nederland. Op 14 augustus 1942, tijdens de Duitse bezetting, werd de naam van het plein op last van burgemeester Voûte veranderd in "Houtmarkt", als onderdeel van een aantal hernoemingen van naar Joodse personen genoemde straten. In 1945, direct na de bevrijding, werd de naam weer terugveranderd in Jonas Daniël Meijerplein.
Sinds 1968 lag de tunnelingang van de verkeerstunnel om het wegverkeer tussen de Weesperstraat en de Valkenburgerstraat en IJtunnel vlotter te laten doorstromen in het midden van de rijweg maar werd in 1996 buiten gebruik gesteld. 

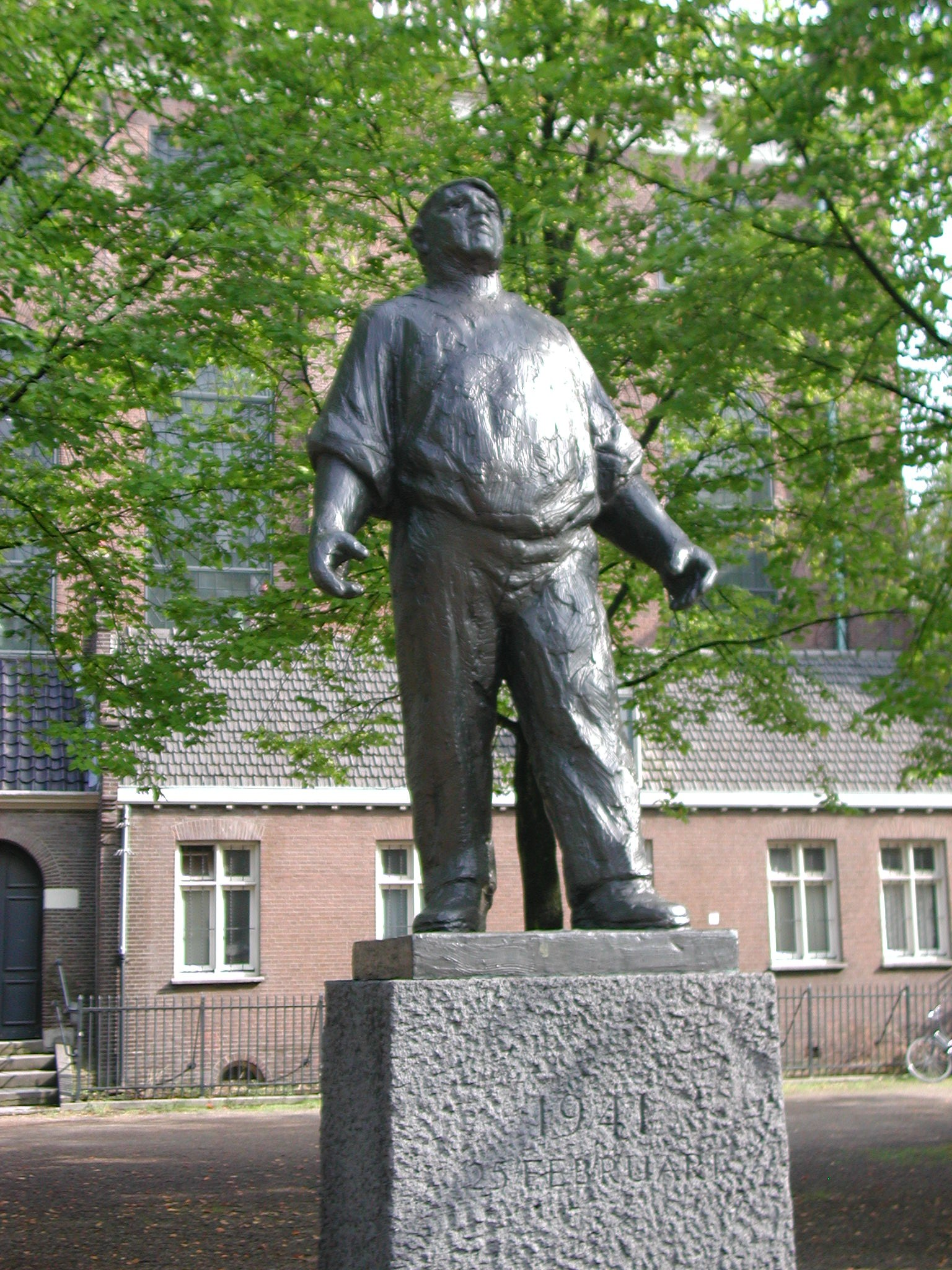
De Dokwerker op het Jonas Daniël Meijerplein. Op de achtergrond de Portugees-Israëlietische Synagoge (Snoge) uit 1675
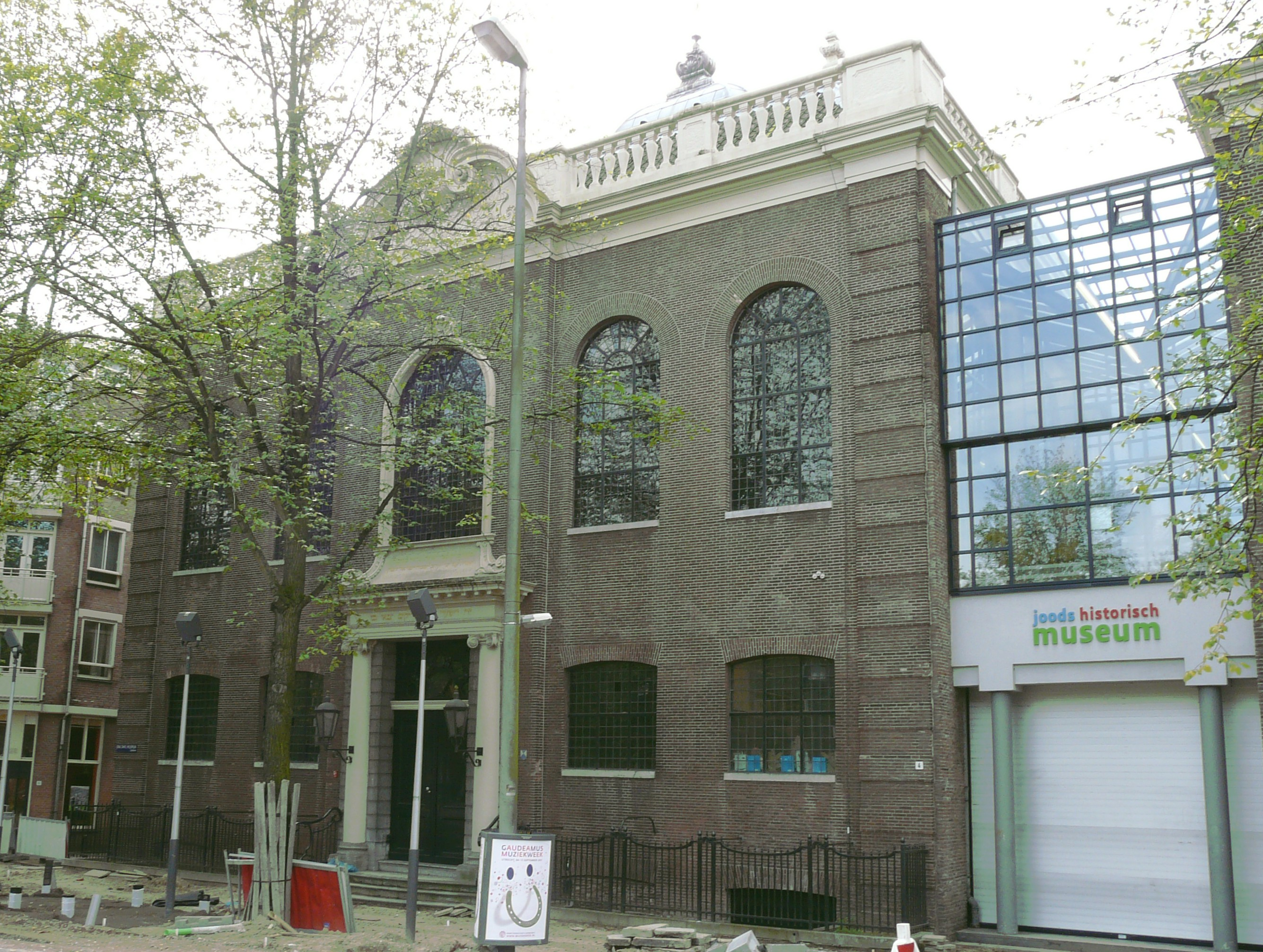
Het Joods Museum
Het Jonas Daniël Meijerplein in 1861, toen nog Deventer Houtmarkt geheten
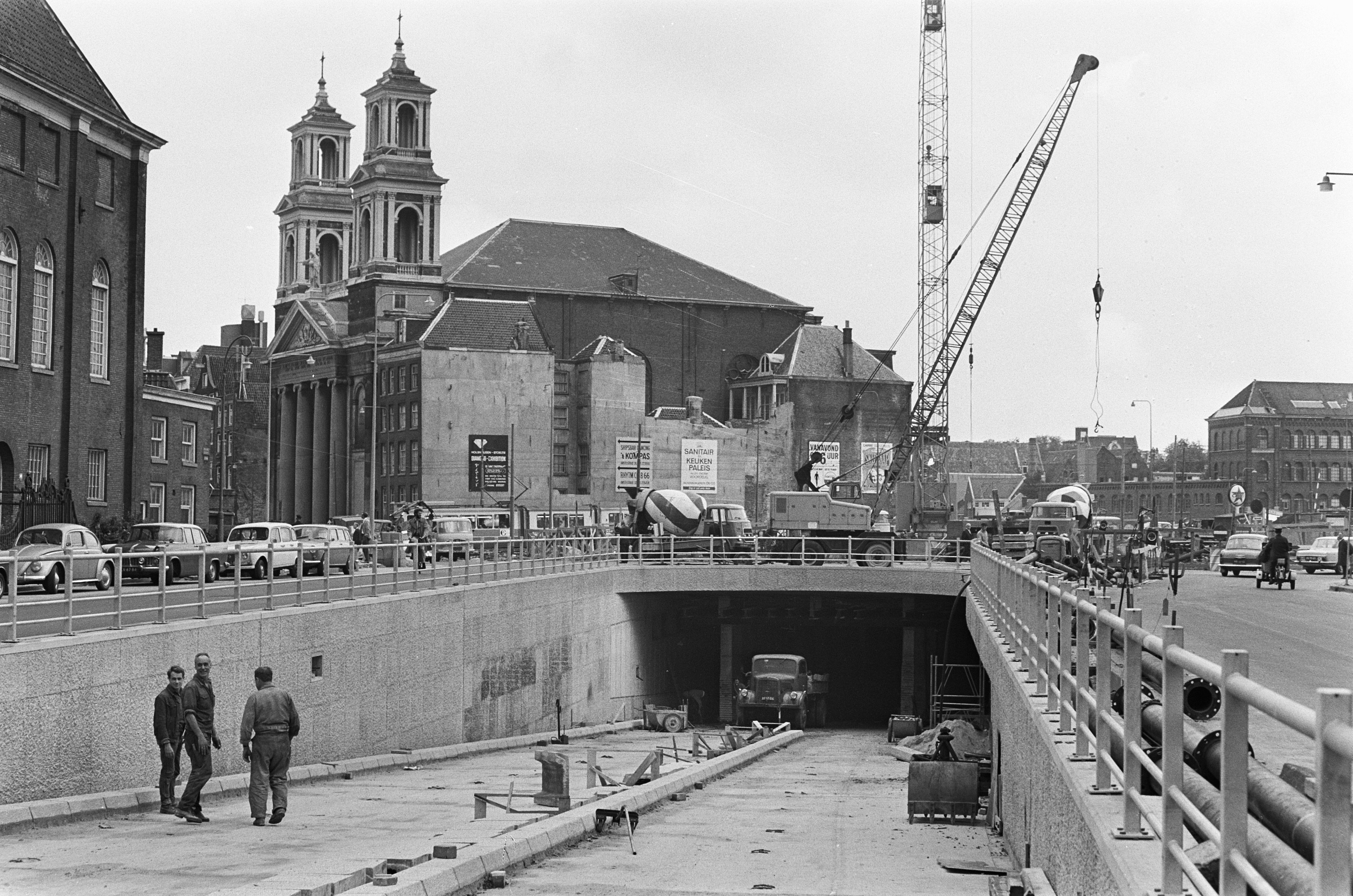
Verkeerstunnel in aanleg 1968